# Lech (kolejka górska)
Lech (Lech Coaster) – stalowa kolejka górska firmy Vekoma w parku Legendia w Chorzowie, w strefie tematycznej Magical Mountains. Czwarta najszybsza i piąta najwyższa (po kolejkach Hyperion, Speed, Zadra i Abyssus) kolejka górska w Polsce.
Zarówno nazwa, jak i tematyzacja kolejki nawiązują do postaci legendarnego Lecha.

## Historia budowy
3 września 2016, z okazji 57. rocznicy otwarcia, Śląskie Wesołe Miasteczko ogłosiło budowę nowego roller coastera.
W grudniu 2016 roku, w trakcie prowadzenia prac ziemnych pod budowę fundamentów kolejki, konieczne było tymczasowe zamknięcie przebiegającej w pobliżu placu budowy kolejki linowej "Elka". Pod koniec miesiąca na plac budowy przybyły pierwsze elementy roller coastera.
W styczniu 2017 roku zakończone zostały prace nad fundamentami podpór kolejki.
1 lutego 2017 roku na swoje miejsce trafiły pierwsze stalowe podpory i elementy toru roller coastera.
Z końcem lutego 2017 roku gotowa była już znaczna część konstrukcji, a ukończenie budowy zaplanowano na koniec marca 2017. Otwarcie roller coastera zaplanowano na 1 lipca 2017 roku.
W połowie marca 2017 roku producent kolejki przedstawił pierwsze egzemplarze wagonów, które wejdą w skład jednego z dwóch pociągów kolejki.
30 marca 2017 roku ukończona została konstrukcja toru kolejki.
18 maja 2017 roku odbył się pierwszy przejazd testowy.
30 czerwca 2017 roku, na dzień przed oficjalnym otwarciem, pierwszy przejazd Lech Coasterem odbyli przedstawiciele mediów.
20 marca 2018 roku zainstalowany został ostatni element tematyzacji roller coastera – figura orła bielika wykonana w technologii druku 3D o niemal siedmiometrowej rozpiętości skrzydeł.

## Opis przejazdu
Pociąg opuszcza stację, wykonuje skręt w prawo i rozpoczyna wjazd na wzniesienie o wysokości 40 m. Pociąg pokonuje bardzo stromy pierwszy spadek o maksymalnym kącie pochylenia 105° z jednoczesnym obrotem o 135° w prawo, po czym wykonuje pierwszą inwersję – reverse sidewinder. Następnie pokonuje niskie wzniesienie z jednoczesną zmianą pochylenia, następnie drugie, wyższe, wzniesienie oraz drugą inwersję – korkociąg przez budynek stacji. Tuż za korkociągiem pociąg wykonuje nawrót będący niemal inwersją, następnie zwrot o 180° w prawo w pobliżu budynku stacji, niewielkie wzniesienie i ostatnią inwersję – kolejny korkociąg. Po wykonaniu zwrotu o 180° oraz pokonaniu niskiego wzniesienia pochylonego w prawo i dwóch spiral, pociąg zostaje wyhamowany i wraca na stację.

## Tematyzacja
Motywem przewodnim kolejki, do którego nawiązuje jej nazwa, jest legenda o powstaniu Państwa Polskiego i jej bohater – legendarny Lech. Otoczenie kolejki stanowią dekoracje nawiązujące do piastowskiego grodu.
Elementem strefy oczekiwania na przejazd kolejką jest media room, w którym pasażerowie mogą obejrzeć wprowadzający ich w tematykę kolejki film, przygotowany przez Platige Image.
Tor kolejki ciemnoszary ze złotym paskiem wzdłuż szyn, podpory jasnoszare. Na czele pociągu logo kolejki z motywem orła nawiązującego do polskiego godła.

## Miejsce w rankingach i nagrody
Kolejka górska Lech Coaster zajęła 2. miejsce w rankingu European Star Award dziesięciu najlepszych nowych kolejek górskich w Europie wybudowanych w 2017 roku.
30 czerwca 2018 roku Lech Coaster otrzymał nagrodę FKF-Award przyznawaną przez największy niemiecki klub miłośników parków rozrywki Freundeskreis Kirmes und Freizeitparks.
W 2024 roku Lech Coaster trafił do rankingu 50 najlepszych stalowych kolejek górskich świata Golden Ticket Awards.
| Golden Ticket Awards – Top 50 stalowych kolejek górskich | Golden Ticket Awards – Top 50 stalowych kolejek górskich | Golden Ticket Awards – Top 50 stalowych kolejek górskich | Golden Ticket Awards – Top 50 stalowych kolejek górskich | Golden Ticket Awards – Top 50 stalowych kolejek górskich | Golden Ticket Awards – Top 50 stalowych kolejek górskich | Golden Ticket Awards – Top 50 stalowych kolejek górskich | Golden Ticket Awards – Top 50 stalowych kolejek górskich |
| -------------------------------------------------------- | -------------------------------------------------------- | -------------------------------------------------------- | -------------------------------------------------------- | -------------------------------------------------------- | -------------------------------------------------------- | -------------------------------------------------------- | -------------------------------------------------------- |
| 2017                                                     | 2018                                                     | 2019                                                     | 2020                                                     | 2021                                                     | 2022                                                     | 2023                                                     | 2024                                                     |
| –                                                        | –                                                        | –                                                        | ×                                                        | –                                                        | –                                                        | –                                                        | 45                                                       |

| European Star Award – Top 10 stalowych kolejek górskich w Europie | European Star Award – Top 10 stalowych kolejek górskich w Europie | European Star Award – Top 10 stalowych kolejek górskich w Europie | European Star Award – Top 10 stalowych kolejek górskich w Europie |
| ----------------------------------------------------------------- | ----------------------------------------------------------------- | ----------------------------------------------------------------- | ----------------------------------------------------------------- |
| 2017                                                              | 2018                                                              | 2019                                                              | 2020                                                              |
| –                                                                 | 5                                                                 | –                                                                 | 8                                                                 |